# Chastel-sur-Murat
Chastel-sur-Murat era una comuna francesa situada en el departamento de Cantal, de la región de Auvernia-Ródano-Alpes, que el 1 de enero de 2017 pasó a ser una comuna delegada de la comuna nueva de Murat al fusionarse con la comuna de Murat.

## Demografía
| Gráfica de evolución demográfica de Chastel-sur-Murat entre 1800 y 2014 |
|                                                                         |

Los datos demográficos contemplados en este gráfico de la comuna de Chastel-sur-Murat se han cogido de 1800 a 1999 de la página francesa EHESS/Cassini, y los demás datos de la página del INSEE.